# Сименс Мобилити
Сименс Мобилити е подразделение на немския концерн Сименс АГ. Произвежда железопътна техника, трамваи, локомотиви, системи за автоматизация на железопътния и градския релсов транспорт, системи за сортиране на писма и корреспонденция, оборудване за летища.
Департаментът е сформиран в хода на структурна реорганизация през 2008 г. от подразделението „Сименс Транспортейшън Системс“ и активите, свързани с транспортната логистика и инфраструктурата на подразделението „Сименс Сектор Инфрастръкчър енд Ситис“.

## Продукция
- Сименс Дезиро
- Сименс Инспиро
- Siemens EuroSprinter ES-64
- Сименс Смартрон
- Сименс Вектрон